# 肯內特·弗美爾
肯内特·哈罗德·弗美尔（荷蘭語：Kenneth Harold Vermeer；1986年1月10日—），荷蘭足球運動員，司職守門員。他曾在2008年隨荷蘭國奧隊參加北京奧運，最終止步八強賽。2012年，他成為荷蘭成年國家隊的成員。

## 俱樂部生涯
弗美爾2014年從荷甲球隊阿積士轉會到飛燕諾，已經在飛燕諾效力了5個半賽季。他曾短暫在比甲球隊布魯日效力過一段時間。 
在2020賽季加盟美國職業足球大聯盟球隊洛杉磯FC後，他為球隊8次首發出場，還為球隊首發出戰了5場中北美洲及加勒比海聯賽冠軍盃的比賽。
2021年4月16日，洛杉磯FC宣佈已與弗美爾達成協議，雙方將終止合同。

## 外部連結
- worldfootball.net：肯內特·弗美爾之統計數據 （英文）
- 肯尼斯·弗米尔《国际足球（英语：Voetbal International）》中的档案（荷蘭語） – .   [2014-05-24]. （原始内容存档于2016-02-28）.
- .   [2006-07-24]. （原始内容存档于2004-11-12）.
- 肯尼斯·弗米尔 （页面存档备份，存于）在Ajax Inside中的档案
- .   [2013-11-17]. （原始内容存档于2014-09-03）.
- 肯尼斯·弗米尔 （页面存档备份，存于）在OnsOranje中的荷兰U-17国少队档案与数据
- 肯尼斯·弗米尔 （页面存档备份，存于）在OnsOranje中的荷兰U-18国少队档案与数据
- 肯尼斯·弗米尔 （页面存档备份，存于）在OnsOranje中的荷兰U-19国青队档案与数据
- 肯尼斯·弗米尔 （页面存档备份，存于）在OnsOranje中的荷兰U-21国青队档案与数据